# Liste de parodies de Harry Potter

Du fait de sa grande popularité, la saga littéraire Harry Potter écrite par J. K. Rowling a été l'objet de nombreuses parodies dans divers médias. Certaines parodies auto-proclamées ont été accusées de plagiat par Rowling, tandis que d'autres ont été vendues à des milliers d'exemplaires sans être menacées d'une quelconque action judiciaire.
Beaucoup de ces parodies sont indépendantes ; d'autres ont été publiées par d'importants éditeurs et producteurs, tels que le magazine Mad, les séries Robot Chicken et Les Simpson, ou l'émission américaine Saturday Night Live qui ont tous parodié Harry Potter plusieurs fois. Rowling a également été parodiée, et il lui est arrivé de s'auto-parodier.

## Livres
Des livres ont été publiés sur les parodies des films créées à partir de la saga Harry Potter.

### En anglais
- Barry Trotter est une série de parodies sur Harry Potter écrite par Michael Gerber et publiée aux États-Unis, avant d'être traduite en français aux éditions Bragelonne. Elle comporte trois tomes :
  - Barry Trotter et la Parodie éhontée, 2004 ((en) Barry Trotter and the Shameless Parody)
  - Barry Trotter et la Suite inutile, 2005 ((en) Barry Trotter and the Unnecessary Sequel)
  - Barry Trotter et le Cheval mort, 2006 ((en) Barry Trotter and the Dead Horse)
- Harry Putter and the Chamber of Cheesecakes, de Timothy O'Donnell[3]
- La série Henry Potty écrite par Valerie Estelle Frankel :
  - Henry Potty and the Pet Rock, 2006[4]
  - Henry Potty and the Deathly Paper Shortage, 2010[5],[6]

### En français
- Harry Cover est une bande dessinée parodique écrite par Pierre Veys et traduite en espagnol et en anglais. Elle compte quatre tomes :
  - L'Ensorcelante Parodie (2005)
  - Les Mangeurs d'Anglais (2007)
  - Il faut sauver le sorcier Cover (2008)
  - Les Monstres du labyrinthe (2010)

- Le magazine humoristique québécois Safarir a publié deux livres parodiques :
  - Yarry Poster et le secret des 11 ingrédients
  - Yarry Poster et l'ordre du dindon

- Larry Bodter met de l'ordre à Phoenix, Arizona de Yan Sored
- Gary Power et la Parodie Plus Mieux, d'Alex Ischard
- Henri Potier à l'école des Quartiers, de Pierre de Laubier (2011)

- Les éditions H&O ont publié en 2008 un roman érotique gay (réservé aux adultes) écrit par A. S. Steelcock : Larry Poppers et le secret de l'arôme interdit.
- Harry Peloteur et la braguette magique, parodie érotique publiée aux Éditions Blanche, de Nick Tammer[7].
- La série C'est pas sorcier, Harry ! de Gordon Zola : 
  - Le septième livre n'aura pas lieu (2006)[8]
  - Les sorciers en ont marre ! (2008)[9]

### Autres langues
- Tanya Grotter (russe : Таня Гроттер) est une série de livres pour enfants russe publiée par Eksmo[10] et décrite par son auteur Dmitri Iémets (en) comme une "sorte de Harry Potter russe" en "concurrence culturelle" avec ce dernier[1],[11]. Bien que le premier tome, Tanya Grotter et la contrebasse magique, se soit vendu à plus de 100 000 exemplaires[10],[12], la série est introuvable en Occident à cause d'une décision de la cour d'appel d'Amsterdam qui a jugé, à la suite d'une plainte des avocats de J. K. Rowling, que le premier tome constituait une atteinte au droit d'auteur et non une parodie comme l'affirmaient son auteur et son éditeur[13],[14].

## Cinéma et télévision

### Films
- Dans Scary Movie 2, Cindy lit un livre intitulé Harry Pothead[15].
- Harry Potter était le sujet d'une des parodies du film Big Movie, sorti en 2007[16].
- Dans Les Simpson, le film, Homer appelle son cochon "Harry Crotteur" en version française ou "Harry Plopper" en version originale.

### Télévision

#### Animation
- Plusieurs références à Harry Potter ont été faites dans la série animée Les Simpson.
  - Dans un épisode Simpson Horror Show, Lisa et Bart fréquentent l'école des Sorciers avec leur camarade de classe Harry Potter. Ils doivent affronter le méchant Lord Montymort.
  - Dans l'épisode Mon meilleur ennemi, Lisa demande à Homer de lui lire un livre d'Angelica Button avant de dormir. Homer, apprenant que le personnage du directeur Greystash va mourir à la manière d'Albus Dumbledore dans Harry Potter et le Prince de sang-mêlé, cache cet événement à Lisa en inventant une fin plus heureuse. Lisa finit par lire la vraie fin et affirme que celle inventée par son père était meilleure[17].
  - Dans l'épisode Triple Erreur, Ned lit un livre de Harry Potter où ce dernier se retrouve en enfer avec ses amis à cause de la magie.
  - Dans l'épisode Une histoire fumeuse, les Simpson se rendent à la sortie nocturne du dernier livre d'Angelica Button. En revenant de la librairie, Lisa parcourt le livre et révèle tous les passages importants de l'histoire. Elle apprend à sa famille que le livre se termine bien et ils poussent tous un cri de joie en jetant leurs livres par les fenêtres de la voiture.
  - Dans un épisode, Lisa rencontre J. K. Rowling qui sort d'une librairie et elle lui demande comment se finit Harry Botteur. L'auteur lui répond qu'il grandit et se marie avec elle.
- Dans un épisode de la série Jimmy Neutron, Jimmy et ses amis réalisent un film dans lequel le personnage de Parry Bladder se rend à l'école de « Pigpimples »[18].
- Dans le dessin animé Billy et Mandy, aventuriers de l'au-delà, Harry Potter est dessiné sous les traits de Nigel Planter (reconnaissable grâce à sa cicatrice sur le front en forme d'éclair), dans l'épisode 28 de la saison 3 sous le titre Nigel Planter et le pot de chambre des secrets.
- Dans un épisode de la série d'animation American Dad!, Roger donne une lettre d’admission au collège Poudlard à Steve. Celui-ci prépare ses affaires et s'en va à l'adresse indiquée par la lettre et arrive dans une maison délabrée habitée par de nombreux drogués.

#### Autres
- Harry Potter a été parodié plusieurs fois dans l'émission Saturday Night Live.
- La saga a fait l'objet d'une série intitulé Harry Potter Détourné disponible sur Dailymotion.
- Le duo d'humoristes French and Saunders a présenté en 2003 une parodie inspirée des trois premières adaptations filmiques, au sein de l'émission Red Nose Day de l'organisation "Comic Relief" : Harry potter and the Secret Chamberpot of Azebaijan[19].
- Il existe aussi une parodie disponible également sur Dailymotion, Harry Potter, amour gloire et beauté racontant une histoire rocambolesque entre Hermione et l'énigmatique professeur Rogue, ainsi que les différents personnages. (Harry, Ron...etc)
- Une série de parodies des films sur YouTube, Harry Cover.

## Publications
Les publications se sont calmées depuis 2007 et la sortie du dernier tome Harry Potter et les Reliques de la Mort.

## Sur Internet

### Audio
Harry Potter : la vérité est une parodie audio en multiples épisodes des célèbres romans de J. K. Rowling par Kelota et Kelato.
Harry Podbeur parodie l'histoire de Harry Potter de chapitre en chapitre.
Hachi Powaa  est une parodie audio terminée de 10h par Magickirua, qui remplace l'univers sorcier par un univers japonais/manga.
Le personnage de Harry Potter est caricaturé dans la série audio du Donjon de Naheulbeuk par le personnage de Gary Topper.

### Films et animations
- Potter Puppet Pals est une série d'animation flash sur Harry Potter réalisée par Neil Cicierega[21].

- A Very Potter Musical, A Very Potter Sequel et A Very Potter Senior Year sont des comédies musicales parodiant Harry Potter, jouées par un groupe de fans, issus de l'Université du Michigan, à Ann Arbor : StarKid Productions (comptant parmi ses membres Darren Criss, ayant joué dans la série Glee). Les vidéos sont disponibles sur Youtube et comptabilisent plusieurs millions de vues.

## Autres médias
En 2002, l'exposition CowParade, dont les sculptures en forme de vaches ont voyagé dans de nombreuses métropoles avant d'être vendues aux enchères pour une œuvre caritative, a présenté une vache déguisée en Harry Potter, montée sur un balai volant, au Leicester Square de Londres. Quand les organisateurs ont voulu l'enlever, le public a tenté de les en empêcher.